# Alta polar
Les altes polars són àrees d'alta pressió atmosfèrica al voltant del pol Nord i sud, respectivament. L'alta del pol Sud és la més forta perquè els guanys de la terra i perd calor més eficaçment que la mar. Les baixes temperatures a les regions polars causen que l'aire baixi per crear l'alta pressió (un procés anomenat subsidència), igual que les temperatures càlides al voltant de l'equador causa de l'aire a l'alçada de crear la pressió baixa de la zona de convergència intertropical. Aire ascendent també es produeix al llarg de les bandes de baixa pressió situada just sota dels màxims polars voltant dels paral·lels 50 de latitud. Aquestes zones de convergència extratropicals estan ocupades pels fronts polars, on les masses d'aire d'origen polar es troben i xoquen amb les d'origen tropical o subtropical, Aquesta convergència d'aire ascendent completa el cicle vertical al voltant de la cèl·lula polar en cada hemisferi latitudinal. En estreta relació amb aquest concepte és el vòrtex polar.
Les temperatures de superfície per sota de les altes polars són les més fredes de la Terra, amb mesos sense una temperatura mitjana per sobre de zero. Les regions per sota de l'alta polar també experimenten nivells molt baixos de precipitació, el que els porta a ser conegudes com a deserts polars.
L'aire flueix cap a l'exterior dels pols per crear els llevants polars a les zones àrtiques i antàrtiques.